# Hot Digital Tracks
De Hot Digital Tracks is een Amerikaanse hitlijst die de best verkochte digitale nummers, volgens Billboard Magazine weergeeft.
De lijst is opgericht in 2003, maar tot februari 2005 werden de data niet gebruikt.